# Incontenibile
Incontenibile è il terzo album in studio del gruppo musicale italiano Studio 3, pubblicato nel 2008.

## Tracce
1. Amore incontenibile
2. Hotel sulla A3
3. Uomini di gomma
4. La scelta
5. Un nuovo noi
6. E poi... Così
7. Io vivrò
8. Di più
9. Scusa se
10. Cambierà... L'aria
11. Stai con me
12. Un po' di te

## Formazione
- Salvatore Valerio - voce
- Marco Venturini - voce
- Andrea Vetralla - voce

Altri musicisti
- Giorgio Secco - chitarra acustica, ukulele
- Giorgio Cocilovo - chitarra, bouzuki, banjo e mandolino
- Paolo Petrini - chitarra elettrica
- Rossano Eleuteri - basso e contrabbasso
- Francesco Corvino - batteria
- Enrico Palmosi - pianoforte

## Andamento nella classifica italiana degli album
| Settimana | 01 | 02 | 03 | 04 | 05 | 06 | 07 | 08 |
| Posizione | 51 | 56 | 64 | 69 | 77 | 84 | 88 | 93 |